# Mulher de Fases
Mulher de Fases foi uma série de comédia brasileira exibida pelo canal de televisão a cabo HBO, originalmente em 2011. Com roteiros de Cláudia Tajes, Pedro Furtado e Duda Tajes, teve direção de Ana Luiza Azevedo e Marcio Schoenardie, com direção geral de Ana Luiza Azevedo.

## Sinopse
"Mulher de fases" foi uma crônica moderna sobre os relacionamentos e sobre a busca de nós mesmos e de um amor. A série é baseada no livro "Louca por Homem", de Cláudia Tajes, em que são mostradas as aventuras de Graça em busca do homem ideal. Em 13 episódios, com meia hora de duração cada, a série acompanha as aventuras de Graça, uma mulher de 30 e poucos anos, recém-divorciada, louca para ser amada e começar uma vida nova. Nessa busca, Graça relaciona-se com vários tipos de homens e acaba adotando hábitos, gostos e comportamento de cada um deles. Ela descobre que encontrar um homem ideal não é uma tarefa fácil e que, ao contrário dos contos de fadas, na maioria dos casos é o príncipe que se transforma em sapo. 

## Elenco
- Elisa Volpatto - Graça
- Antoniela Canto - Selma
- Julia Assis Brasil - Tereza
- Mira Haar - Hilda
- Rodrigo Pandolfo - Gilberto
- Giulio Lopes - major Rangel
- Felipe Rocha - André